# WeTab
El WeTab  (inicialmente llamado WePad) es un tableta (computadora) de la empresa alemana Neofonie. El producto fue presentado en marzo de 2010 y su producción, venta y desarrollo posterior se suspendió en 2012. Inicialmente se comercializó como WePad, hasta que Neofonie cambió repentinamente su nombre a WeTab en mayo de 2010. Después su director ejecutivo renunció tras haberse revelado que él mismo había escrito encubiertamente críticas brillantes de la tableta en Amazon.
La tableta fue presentada como similar en sus funciones a la primera versión del iPad de Apple aunque más grande y potente. Funcionaba sobre MeeGo OS, con una interfaz de usuario rediseñada. El dispositivo contaba con una pantalla LED de 11,6 pulgadas (29,5 cm) con capacidades multitáctiles, de 16 a 64 gigabytes (GB) de espacio tipo memoria flash, Bluetooth, y dos puertos USB. Se comercializaron dos modelos: uno con conectividad a redes inalámbricas Wi-Fi 802.11n y otro con capacidades adicionales para redes 3G (puede conectarse a redes de telefonía celular HSDPA) y GPS Asistido. Ambos modelos estaban disponibles en tres capacidades de almacenamiento distintas.

## Hardware
El WeTab utiliza un procesador Intel Atom N450 de 1,66 GHz , que ofrece 16 GB de memoria flash NAND. La pantalla es de 11,6 pulgadas - pantalla táctil con 1366 x 768 píxeles . Además de dos puertos USB integrados, lector de tarjetas, entrada de audio, ranura para tarjeta SIM y múltiples clavijas, que también incluye una Webcam de 1,3 megapíxeles. Se puede conectar a través de Bluetooth 2.1, WiFi-n y 3G, y ofrece una función opcional de GPS.
El chasis del WeTab, fabricado en magnesio y aluminio, es de 288 x 190 x 13 mm y pesa 800 g. La batería puede durar seis horas.

## Software
El sistema operativo WeTab OS se basa en la tecnología MeeGo OS desarrollado inicialmente por Intel y Nokia. Pretendía ser intuitivo de usar y estar optimizado para pantallas táctiles, centrándose en el uso de Internet. La interfaz basada en flash fue presentada como capaz de ofrecer un rápido acceso a aplicaciones y contenido multimedia. El sistema permitía la función multitarea en combinación con el uso de tecnologías comunes, tales como Java, Adobe Flash y Adobe AIR.